# هیدکی تسوکاموتو
هیدکی تسوکاموتو (انگلیسی: Hideki Tsukamoto؛ زادهٔ ۹ اوت ۱۹۷۳) بازیکن فوتبال اهل ژاپن است.
از باشگاه‌هایی که در آن بازی کرده‌است می‌توان به باشگاه فوتبال آویسپا فوکوئوکا اشاره کرد.